# Слеттен (тауншип, Миннесота)
Слеттен (англ. Sletten) — тауншип в округе Полк, Миннесота, США. На 2000 год его население составило 140 человек.

## География
По данным Бюро переписи населения США площадь тауншипа составляет 93,5 км², из которых 93,2 км² занимает суша, а 0,3 км² — вода (0,33 %).

## Демография
По данным переписи населения 2000 года здесь находились 140 человек, 58 домохозяйств и 44 семьи. Плотность населения —  1,5 чел./км². На территории тауншипа расположено 68 построек со средней плотностью 0,7 построек на один квадратный километр. Расовый состав населения: 99,29 % белых и 0,71 % коренных американцев.
Из 58 домохозяйств в 29,3 % воспитывались дети до 18 лет, в 62,1 % проживали супружеские пары, в 3,4 % проживали незамужние женщины и в 24,1 % домохозяйств проживали несемейные люди. 24,1 % домохозяйств состояли из одного человека, при том 12,1 % из — одиноких пожилых людей старше 65 лет. Средний размер домохозяйства — 2,41, а семьи — 2,82 человека.
21,4 % населения — младше 18 лет, 5,7 % — в возрасте от 18 до 24 лет, 24,3 % — от 25 до 44, 33,6 % — от 45 до 64, и 15,0 % — старше 65 лет. Средний возраст — 44 года. На каждые 100 женщин приходилось 125,8 мужчин. На каждые 100 женщин старше 18 приходилось 115,7 мужчин.
Средний годовой доход домохозяйства составлял 35 313 долларов, а средний годовой доход семьи —  42 083 доллара. Средний доход мужчин —  26 875  долларов, в то время как у женщин — 8 750. Доход на душу населения составил 29 178 долларов. За чертой бедности находились 8,6 % семей и 8,0 % всего населения тауншипа.